# Montclar (Alpes de Alta Provenza)
 Montclar  es una población y comuna francesa, situada en la región de Provenza-Alpes-Costa Azul, departamento de Alpes de Alta Provenza, en el distrito de Digne-les-Bains y cantón de Seyne.

## Demografía
| 229 | 204 | 220 | 258 | 327 | 399 |
| Para los censos de 1962 a 1999 la población legal corresponde a la población sin duplicidades (Fuente: INSEE [Consultar]) |     |     |     |     |     |